# Epacrophis
Epacrophis – rodzaj węży z podrodziny Leptotyphlopinae w rodzinie węży nitkowatych (Leptotyphlopidae).

## Zasięg występowania
Rodzaj obejmuje gatunki występujące w Afryce (Somalia i Kenia). 

## Systematyka

### Etymologia
Epacrophis: gr. επακρος epakros „ostry zakończony”; οφις ophis, οφεως opheōs „wąż”.

### Podział systematyczny
Do rodzaju należą następujące gatunki:
- Epacrophis boulengeri
- Epacrophis drewesi
- Epacrophis reticulatus